# Občina Šmartno pri Litiji
Občina Šmartno pri Litiji je ena od občin v Republiki Sloveniji, ki je bila do leta 2002 del občine Litija, središče občine je Šmartno pri Litiji.

## Naselja v občini
Bogenšperk, Bukovica pri Litiji, Cerovica, Črni Potok, Dolnji Vrh, Dragovšek, Dvor, Gornji Vrh, Gozd-Reka, Gradišče pri Litiji, Gradišče, Gradiške Laze, Jablaniške Laze, Jablaniški Potok, Jastrebnik, Javorje, Jelša, Ježce, Ježni Vrh, Kamni Vrh pri Primskovem, Koške Poljane, Leskovica pri Šmartnem, Liberga, Lupinica, Mala Kostrevnica, Mala Štanga, Mihelca, Mišji Dol, Mulhe, Obla Gorica, Podroje, Poljane pri Primskovem, Preska nad Kostrevnico, Primskovo, Račica, Razbore, Riharjevec, Selšek, Sevno, Spodnja Jablanica, Stara Gora pri Velikem Gabru, Ščit, Šmartno pri Litiji, Štangarske Poljane, Velika Kostrevnica, Velika Štanga, Vinji Vrh, Vintarjevec, Višnji Grm, Volčja Jama, Vrata, Zagrič, Zavrstnik, Zgornja Jablanica

## Rojeni v občini
- Slavko Grum (1901-1949)
- Ferdo Tomazzin (1869-1937)
- Ivan Bartl (1860-1900)
- Davorin Hostnik (1853-1929)
- Fran Rosina (1863-1924)
- Janko Ponebšek (1861-1935)

## Turistične zanimivosti
V občini leži grad Bogenšperk na katerem je v 17. stoletju deloval polihistor baron Janez Vajkard Valvazor, danes pa je preurejen v muzej z dvorano za poročne slovesnosti.